# Luke Newton
Luke Paul Anthony Newton (Shoreham-by-Sea, Anglaterra; 5 de febrer de 1993) és un actor anglès. És conegut pels seus papers com Luke Attwood al drama de laBBC Two The Cut i Ben Evans a la sèrie de Disney Channel The Lodge. El 2020, Newton va començar a interpretar el paper de Colin Bridgerton a la sèrie de Netflix Bridgerton.

## Primers anys
Newton és de Shoreham-by-Sea, West Sussex. Té una germana menor, Lauren. Els seus pares es van divorciar i la seva mare, Michelle, es va tornar a casar el 2006. Newton va assistir al Northbrook College Sussex (ara part del Greater Brighton Metropolitan College). Després va formar la banda de nois South 4 amb Oli Reynolds (llavors Evans), Joel Baylis i Henry Tredinnick. Posteriorment es va formar a la London School of Musical Theatre.

## Carrera
El 2010, Newton va debutar a la televisió en la sèrie juvenil de la BBC Two The Cut com a Luke Attwood, paper que va interpretar durant 11 episodis. El 2014, va aparèixer en dos episodis de la telenovel·la de la BBC Doctors com Sam Hern. Del 2016 al 2017, Newton va protagonitzar la sèrie de Disney Channel The Lodge com a Ben Evans. Mentre apareixia a la sèrie, també apareixia als dos àlbums de la banda sonora que l'acompanyava. El 2018, va protagonitzar el telefilm de Syfy Lake Placid: Legacy com Billy. El 2020, va començar a protagonitzar la sèrie de Netflix Bridgerton com a Colin Bridgerton.

## Vida personal
Newton té dislèxia. Manté una relació amb l'actriu de teatre gal·lesa Jade Davies, germana gran d'Amber Davies.